# 929 Algunde
929 Algunde
929 Algunde là một tiểu hành tinh kiểu S thuộc họ Flora trong Vành đai chính.